# كريستين كورب
كريستين كورب (بالإنجليزية: Kristin Korb)‏ هي مغنية وعازفة جاز أمريكية، ولدت في 29 أكتوبر 1969 في مونتانا في الولايات المتحدة.

## وصلات خارجية
- الموقع الرسمي
- كريستين كورب على موقع ميوزك برينز (الإنجليزية)
- كريستين كورب على موقع أول ميوزيك (الإنجليزية)
- كريستين كورب على موقع ديسكوغز (الإنجليزية)